# 韓国海苔

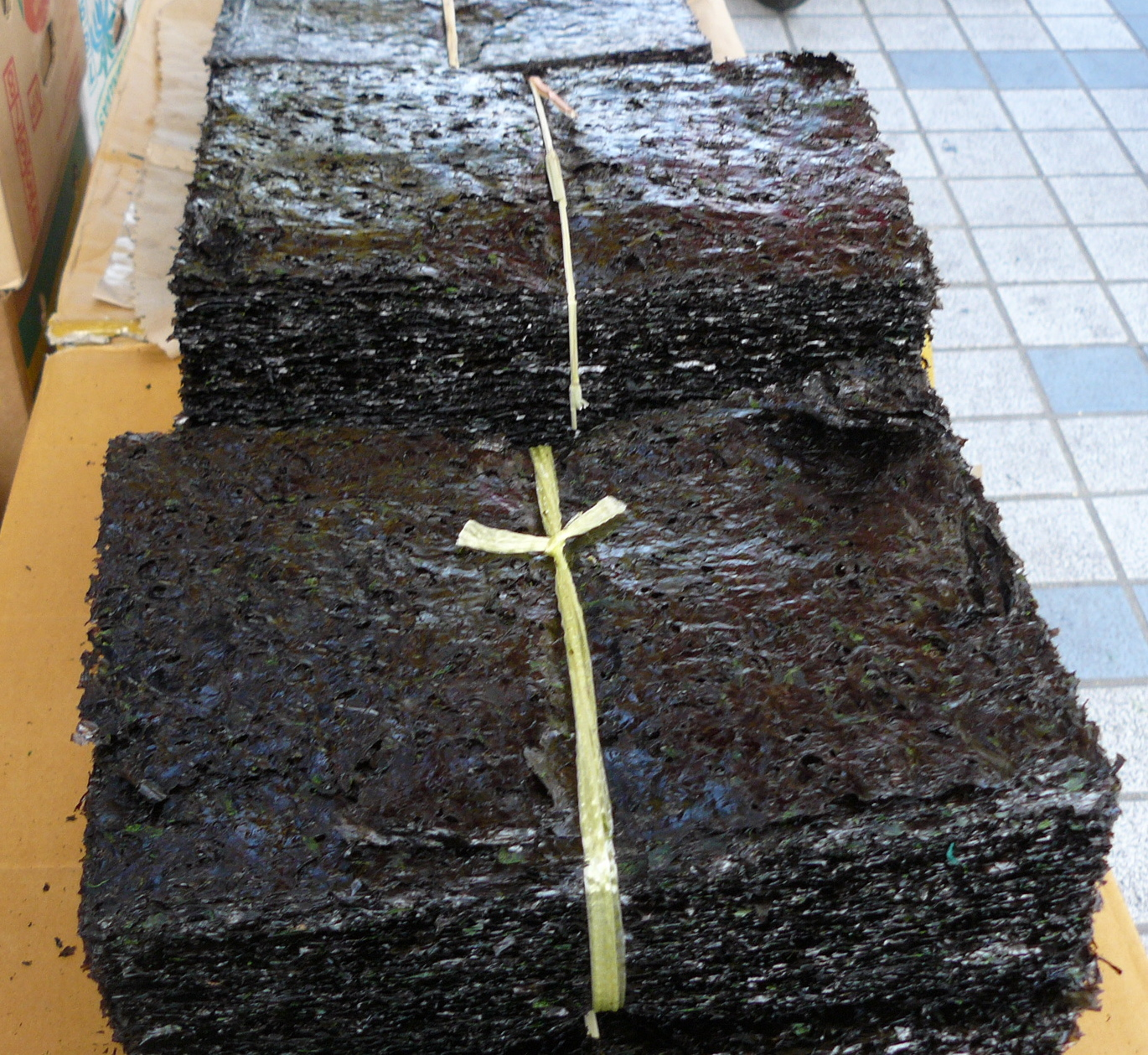
韓国海苔

韓国海苔（かんこくのり、韓: 김（）, 해의(海衣)）は、韓国で親しまれている海苔の一種である。一般に塩とごま油で味付けされた味付け海苔として知られている。かつては味付けされていない海苔も日本に多く輸出されていた。
日本統治時代以降、日本品種や形状（板海苔は江戸時代に和紙製作技術から派生して日本で生まれたものである）が大量に流通し、韓国の品種の朝鮮海苔はほとんど見られなかった。2000年代の韓国ではオニアマノリ、マルバアマノリ、ツクシアマノリなどが好まれていた。
2012年前半までは、韓国で流通する海苔のほぼ全てが日本品種であった。2006年からは韓国政府と企業の協力により品種開発を開始し、韓国独自品種の「プルムヘシム」（1号）と「プルムノウル」（2号）を養殖している。
全世界の海苔生産量の50%を韓国が占めており、世界の海苔販売量の70.6%を占めている。 2023年基準で過去初めて1103億円の輸出額を記録した。

## 歴史

### 近世まで
『慶尚道地理志』（1424年）や『新増東国興地勝覧』（1530年）（1486年刊行の原本『東国輿地勝覧』は現存しない）に「海衣」の記述があり、これを海苔の加工品だとする説がある。また許筠の『屠門大嚼』（1600年前後）には「海衣 - 南海に産するが、東海の人が採って干したものがもっともよい」と記述がある。
光陽郡太仁島には金汝翼（1606–1660）という人物が最初に海苔の養殖を始めたという伝承がある。他にも、莞島郡では20世紀初期に金有夢という人物が流木についた海苔をヒントに養殖を始めたという伝承があり、金の名を取って韓国海苔が「キム」と名付けられたという俗説もそれぞれの地域で存在する。

### 日本統治時代
1911年の調査によれば、日本統治時代の朝鮮において、海産物商、具体的には昆布商が確認されず、日本企業による海産物販売拡大が期待された。以降、朝鮮国内での生産、日本国内での加工、販売の促進政策に移行する。朝鮮総督府が、海苔漁家への補助金の交付や本土からの専門家の招聘、研究機関の設立といった奨励策をとり主導的な役割を果たした。1919年に発行された料理本「是議全書」によると、ごま油を塗って焼いて塩をかけた四角い海苔の記録がある。1928年頃には、朝鮮総督府の水産試験場主任技師・富士川漻、全羅南道水試技師・金子政之助が浮きヒビ養殖法を開発し、生産量の向上に成功した。なお鄭文基著「朝鮮海苔」（1935年）には、光陽郡の蟾津江河口で1本ヒビの養殖が行われていたという記述がある。

### 戦後
戦後、日本からの独立にともない、当時の日本は外貨不足による割当制による不要不急の輸入の制限策をとっていたため、韓国の海苔産業は一気に大市場を失うことが懸念された。そこで、1947年米国の要請により韓国にのみ海苔は輸入割当枠が与えられた。その後、一時期韓国における病害の発生により中断した時期もあったが1995年より再開、しかし輸入量は伸びず、1998年ごろから韓国側は「日本は海苔に対して貿易障害を作っている」とＷＴＯ（世界貿易機関）に提訴する動きを見せ、日本は日韓貿易の自由化協定の動きもあり、1999年従来の海苔業者のみの割当枠を輸入商社、一般業者へも広げ、さらに2000年には割当枠は一気に倍増された。
2010年には韓国産種「海風1号（해풍1호 別名:全南スーパーキム）」の開発に成功し、2012年にはCJ第一製糖により商品化した。関係者によると、「生産量が日本産種の1.5倍以上で、病気に対する抵抗力も強く、日本の種子の半額の1g当たり5万ウォン（2013年度）」とある。海風1号は紅藻スサビノリの研究で北海道大学水産科学博士号を持つ崔成劑（チェ・ソンジェ）らにより、2008年に海南海苔養殖漁場で発見された葉体を成熟させて開発され、2010年に特許登録、2011年に商標登録、2015年に品種登録された。（2012年1月発効の種子産業法の品種保護出願第1号）その後も、葉肉が厚く加工しやすい「ヘモドゥル1号」（해모돌1호（海모乭1號） 意味:海の四角い石）、味が優れた「海風2号」（해풍2호）、紅藻「水科院1号」（수과원1호）、成長が早い「水科院106号」（수과원106호）、全南大学と共同開発した「ジョンス（전수 全水）1号」などが生産されている。

### 現代
2017年、スイス・ジュネーブで開かれた国際食品規格委員会（Codex Alimentarius·コーデックス委員会）総会において、韓国が提案した「のり製品規格案」がアジア地域の規格として認定された。海藻類の中で国際規格に選ばれたのは世界初である。
一説では、2002年の FIFAワールドカップ共同開催の影響により味付海苔である韓国海苔の需要も高まり始め、今日では味付海苔である韓国海苔も韓流ドラマの影響によって日本のみならず世界的に需要が高まったとされる。そのため、韓国における海苔生産全般が需要にくらべ供給不足に陥り、日本への輸出量は割当枠にも満たない状態となっている。温暖化の影響で日本での海苔の生産量が減少に向かう一方、温暖化がプラスに作用したことや品種改良もあって、日本では韓国での海苔生産拡大にも期待が高まっている。

## 特徴
- 海苔の形成をする一次加工業者から、海苔に味付けをする二次加工業者が海苔を買い付けるという分業制で作られている[16]。
- ごま油・えごま油と塩で味付けされているため、食べる時は油の風味を強く感じる。やや塩分が多めで表面に塩が吹いている。
- 最近は[いつ?]薄味が好まれ塩が多くついたものは無くなってきている。
- 油で炒られているためにサクサクとした歯ざわりである。
- 包装パッケージは海苔が割れないよう、トレーに入れられた形式のものが多めである。

また、フレーク状のままごま油で揚げられ、味付けされてふりかけとした製品も見受けられる。
韓国ではキムパプ（韓国風海苔巻き）に使われるが、日本で寿司に使用されることはほとんど無い。